# ایدن (آلبوم کاپ‌کیک)
ایدن (به انگلیسی: Eden) چهارمین آلبوم استودیویی از کاپ‌کیک می‌باشد که در ۹ نوامبر سال ۲۰۱۸ منتشر گردید. این پس از افورایز دومین آلبوم کاپ‌کیک می‌باشد که در سال ۲۰۱۸ منتشر شده‌است. تک‌آهنگ‌های «خروج» و «بلک‌جک» از این آلبوم می‌آیند.